# 弗農鎮區 (愛荷華州帕洛阿爾托縣)
弗農鎮區（英語：Vernon Township）是位於美國愛荷華州帕洛阿爾托縣的一個行政鎮區。

## 地方資料
根據2010年美國人口普查的數據，弗農鎮區的面積為91.82平方千米，當中陸地面積為91.48平方千米，而水域面積為0.34平方千米。當地共有人口97人，而人口密度為每平方千米1.06人。